# مشروع بناء الصدمة

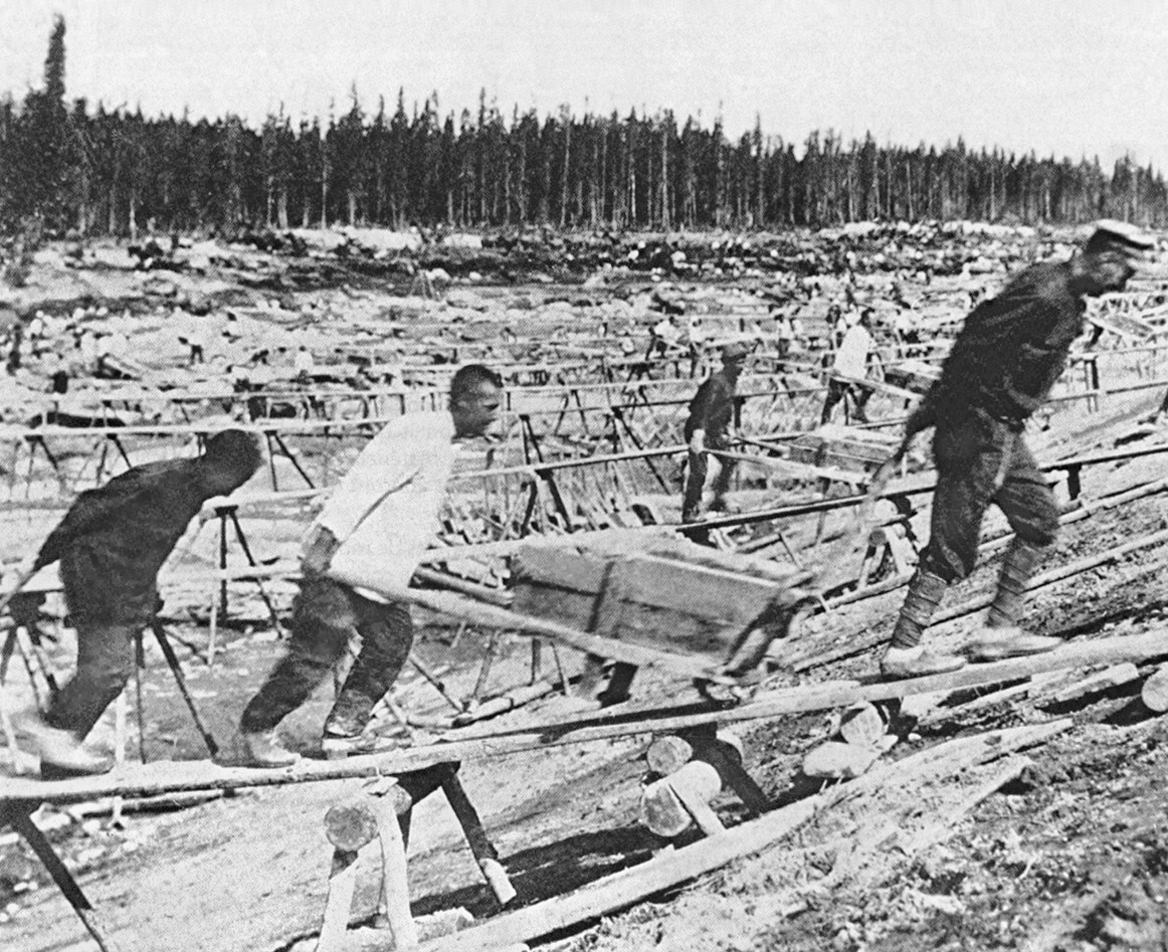

مشروع بناء الصدمة (بالروسية: ударные стройки) هو مصطلح دعاية سوفيتية يستخدم لبعض مشاريع البناء من قبل كتائب الصدمة (كمسمول) في الاتحاد السوفيتي.
على الرغم من ارتباطها في كثير من الأحيان بكومسومول، إلا أن مشاريع البناء الصدمة بشكل عام تضمنت أيضًا مشاريع البناء الكبرى للشيوعية، تم الإعلان عن أول مشروع بناء صدمات كومسومول فرن صخري رقم 2 (أصبح يُعرف لاحقًا باسم "كومسومولسكايا") في مصنع Magnitogorsk للحديد والصلب في 1930-1932، كان آخر مشروع بناء عبارة عن مطحنة درفلة لتحويل الهواء الساخن في نفس أعمال الحديد والصلب في 1986-90،
تم توظيف المتطوعين للمشاريع في إطار نظام الدولة للتعبئة التنظيمية ، ولكن في كثير من الأحيان من خلال تعبئة كومسومول بواسطة تذاكر سفر كومسومول، كان أحد المشاركين النشطين في مشاريع البناء في الخمسينيات والثمانينيات من القرن الماضي عبارة عن ألوية بناء طلابية تحت رعاية كومسومول.
في الثمانينيات من القرن الماضي ، مُنحت حالة مشاريع بناء الصدمات الإقليمية لمجمعات الشباب السكنية.